# Lista de parques nacionais na África

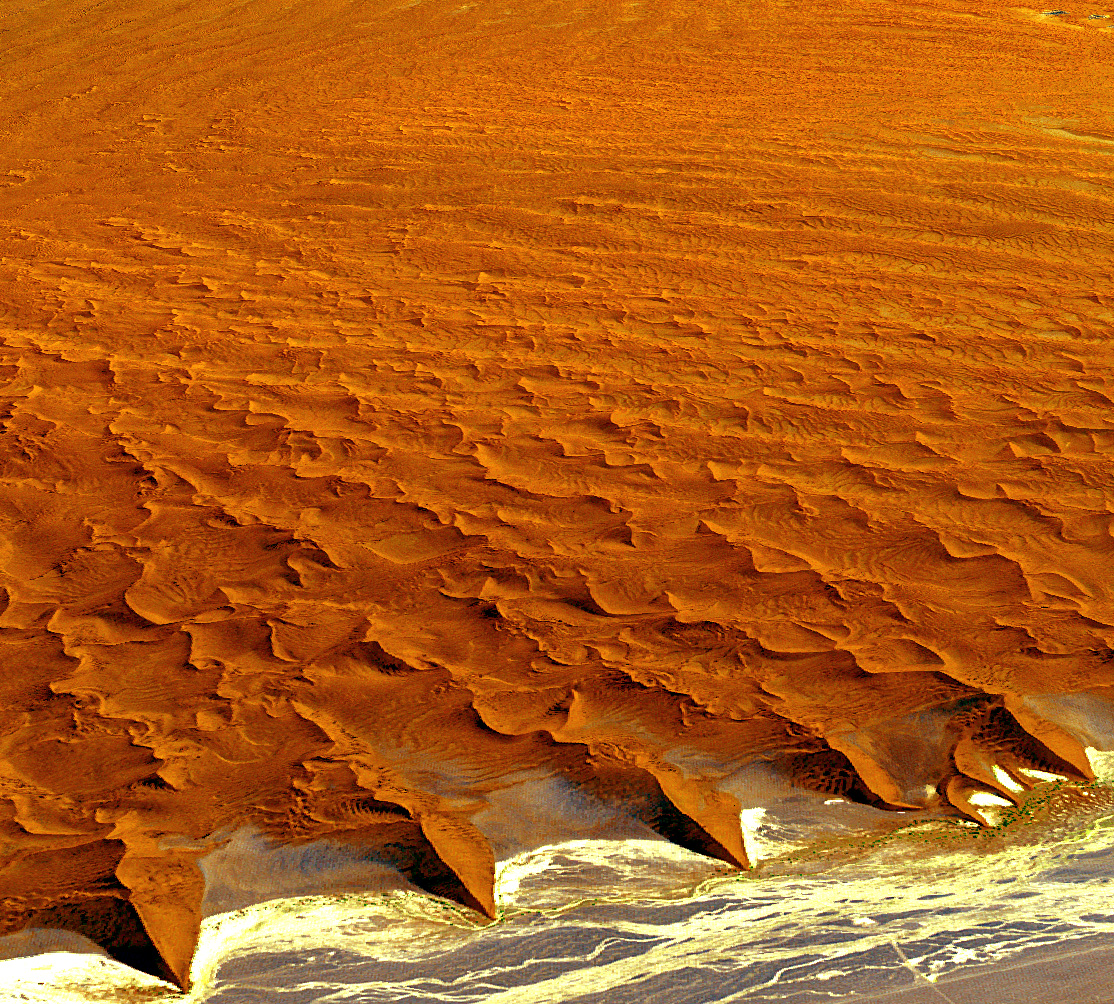
Parque nacional Namib-Naukluft na Namíbia

Esta é uma lista de parques nacionais na África. A natureza dos parques varia consideravelmente não só entre países, mas também em algumas nações — o grau de proteção, acessibilidade e tipo de ambiente para o qual se destina a proteger. Alguns parques foram liberados de sua população humana original, outros sempre foram essencialmente desabitados, enquanto outros ainda possuem centros populacionais significativos.
Os parques nacionais podem ser encontrados em uma grande maioria dos países africanos, sendo os mais numerosos em Gabão, Quênia e Tanzânia. Algumas nações também têm áreas consideráveis designadas como parques privados, reserva de caça, reserva florestal, reserva marinha, reserva nacional e parques naturais. Estes não estão incluídos na lista abaixo, embora alguns deles possam parecer parques nacionais. Para mais informações sobre essas zonas, consulte os artigos individuais em cada país.

## África do Sul
- Parque Nacional de Addo Elephant
- Parque Nacional de Agulhas
- Ai-Ais/Richtersveld Transfrontier Park
- Parque Nacional de Augrabies Falls
- Parque Nacional de Bontebok
- Parque Nacional de Camdeboo
- Parque Nacional de Golden Gate Highlands
- Parque Hluhluwe–Imfolozi
- Parque Nacional de Karoo
- Parque Transfronteiriço de Kgalagadi
- Knysna National Lake Area
- Parque Nacional de Kruger
- Parque Nacional de Mapungubwe
- Parque Nacional de Marakele
- Parque Nacional de Mokala
- Parque Nacional de Montanha Zebra
- Parque Nacional de Namaqua
- Parque Nacional de Montanha Table
- Parque Nacional de Tankwa Karoo
- Parque Nacional de Tsitsikamma
- Parque Nacional da Costa Oeste
- Parque Nacional de Wilderness[1]

## Argélia

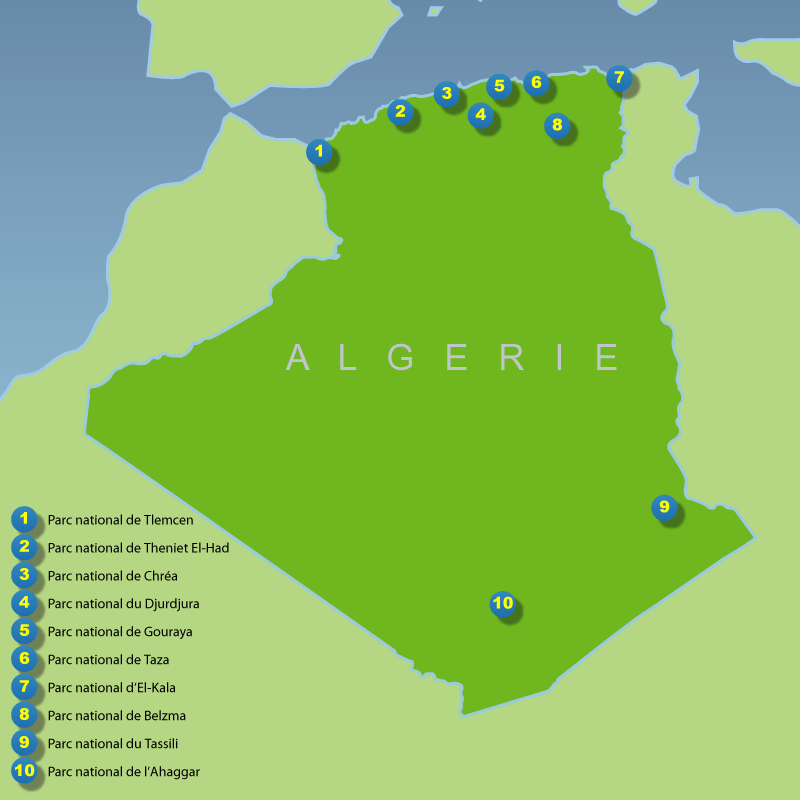
Parques nacionais da Argélia

- Parque Nacional de Ahaggar
- Parque Nacional de Belezma
- Parque Nacional de Chrea
- Parque Nacional de Djurdjura
- Parque Nacional de El Kala
- Parque Nacional de Gouraya
- Parque Nacional de Tassili n'Ajjer
- Parque Nacional de Taza
- Parque Nacional de Theniet El Had
- Parque Nacional de Tremecém

## Angola
- Parque Nacional de Bicuar
- Parque Nacional da Cameia
- Parque Nacional de Cangandala
- Parque Nacional do Iona
- Parque Nacional de Longa-Mavinga
- Parque Nacional de Luenge
- Parque Nacional de Luiana
- Parque Nacional de Mucusso
- Parque Nacional de Mupa
- Parque Nacional da Quissama

Reservas Parciais
- Reserva Parcial de Bufalo
- Reserva Parcial de Luiana
- Reserva Parcial de Mavinga
- Reserva Parcial de Namibie

## Benim
| Nome                        | Estabelecido | Região                      | Área [ha]  | Foto |
| --------------------------- | ------------ | --------------------------- | ---------- | ---- |
| Parque Nacional de Pendjari | ----         | Benim                       | 2.755 km2  |      |
| Parque Nacional W do Níger  | 1954         | Níger, Benin e Burkina Faso | 10.000 km2 |      |

## Botswana
- Parque Nacional de Chobe
- Parque de Kgalagadi Transfrontier
- Parque Nacional de Makgadikgadi Pans
- Parque Nacional de Nxai Pan

## Burkina Faso
- Parque Nacional de Arly
- Parque Nacional de Deux Balés
- Parque Nacional de Kaboré Tambi (antigamente Parque Nacional de Pô), existente desde 1976
- Parque Nacional W do Níger, existente desde 1957

## Burundi
- Parque Nacional de Kibira
- Parque Nacional de Risizi
- Parque Nacional de Rurubu

## Camarões
- Parque Nacional de Bénoué
- Parque Nacional de Bouba Njida
- Parque Nacional de Boumba Bek
- Parque Nacional de Campo Ma'an
- Parque Nacional de Faro
- Parque Nacional de Korup
- Parque Nacional de Lobéké
- Parque Nacional de Nki
- Parque Nacional de Waza

## Cabo Verde
| Nome                    | Estabelecido | Região     | Área [ha] | Foto |
| ----------------------- | ------------ | ---------- | --------- | ---- |
| Parque Nacional do Fogo | ----         | Cabo Verde | 84.69 km2 |      |

## República Centro-Africana
- Parque Nacional de André Félix
- Parque Nacional de Bamingui-Bangoran
- Parque Nacional de Dzanga-Ndoki
- Parque Nacional de Mbaéré Bodingué
- Parque Nacional de St Floris

## Chade
- Parque Nacional de Aouk
- Parque Nacional de Goz Beïda
- Parque Nacional de Manda
- Parque Nacional de Zakouma

## República Democrática do Congo
- Parque Nacional de Garamba
- Parque Nacional de Kahuzi-Biéga
- Parque Nacional de Kundelungu
- Parque Nacional de Lomami
- Parque Nacional de Maiko
- Parque Nacional de Mangroves
- Reserva de Okapi Wildlife (Nota: este não é um parque nacional. Esta é uma reserva com proteção básica e áreas de uso múltiplo.)
- Parque Nacional de Salonga (Seções norte e sul)
- Parque Nacional de Upemba
- Parque Nacional de Virunga

## República do Congo
- Parque Nacional de Conkouati-Douli
- Parque Nacional de Nouabalé-Ndoki
- Parque Nacional de Ntokou-Pikounda
- Parque Nacional de Odzala
- Parque Nacional de Ougoue Lekiti

## Costa do Marfim
- Parque Nacional de Assagny
- Parque Nacional de Banco
- Parque Nacional de Comoé
- Parque Nacional de Îles Ehotilés
- Parque Nacional de Marahoué
- Parque Nacional de Mont Nimba
- Parque Nacional de Mont Péko
- Parque Nacional de Mont Sângbé
- Parque Nacional de Taï

## Djibouti
- Parque Nacional de Day Forest
- Parque Nacional de Djibouti
- Parque Nacional de Yoboki

## Egito
- Protetorado de Abu Galum
- Protetorado de Ahrash
- Protetorado de Ashtum El Gamil
- Protetorado de El Hassana Dome
- Protetorado de El Omayed
- Gebel Elba Parque Nacional
- Lago Burullus Protetorado
- Lago Qarun Protetorado
- Área protegida de Nabq
- Protetorados de Ilhas do Nilo
- Protetorado de Floresta Petrificada
- Parque Nacional de Ras Muhammad
- Protetorado de Saint Katherine
- Protetorado de Saluga e Ghazal
- Caverna do vale de Sannur Protetorado
- Siwa Oasis
- Taba Área protegida
- Wadi Allaqi Reserva da biosfera
- Wadi Degla Protetorado
- Protetorado de Wadi El Assuti
- Parque Nacional de Wadi el Gamal
- Protetorado de Wadi Elrayan
- Deserto Branco Parque Nacional
- Protetorado de Zaranik

## Guiné Equatorial
- Parque de Monte Alen

## Eritréia
- Parque Nacional de Dahlak Marine
- Parque Nacional de Semenawi Bahri

## Etiópia
- Parque Nacional de Abidjatta-Shalla
- Parque Nacional de Awash
- Parque Nacional de Bale Mountains
- Parque Nacional de Gambela
- Parque Nacional de Mago
- Parque Nacional de Nechisar
- Parque Nacional de Omo
- Parque Nacional de Simien Mountains
- Parque Nacional de Yangudi Rassa

## Gabão
- Parque Nacional de Akanda
- Parque Nacional de Batéké Plateau
- Parque Nacional de Birougou

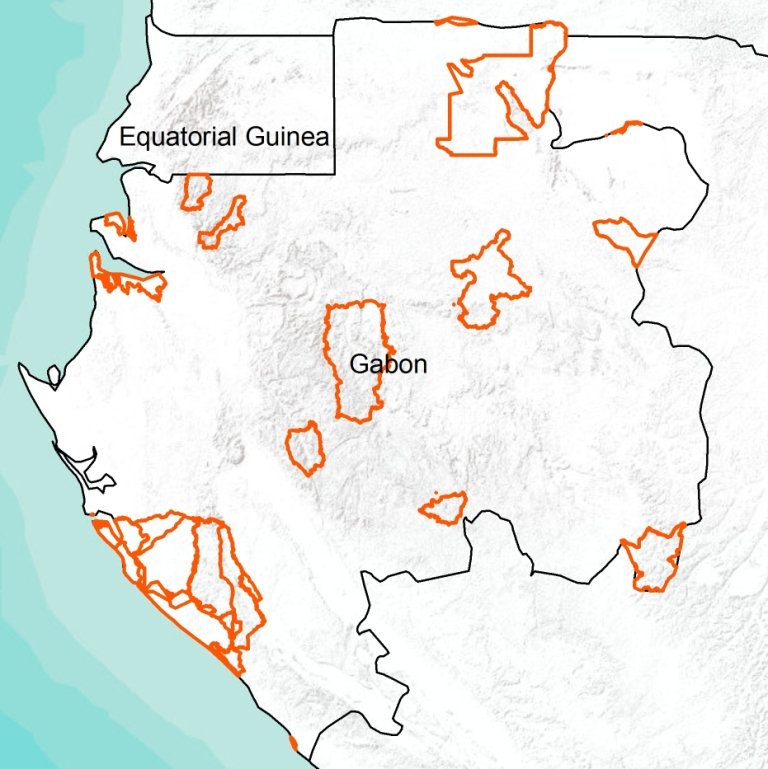
Sistema do Parque Nacional do Gabão

- Parque Nacional das Montanhas de cristal
- Parque Nacional de Ivindo
- Parque Nacional de Loango
- Parque Nacional de Lopé
- Parque Nacional de Mayumba
- Parque Nacional de Minkébé
- Parque Nacional de Moukalaba-Doudau
- Parque Nacional de Mwangné
- Parque Nacional de Pongara
- Parque Nacional de Waka

## Gâmbia
- Parque Nacional de Abuko
- Parque Nacional de Bijilo
- Parque Nacional de Kiang West
- Parque Nacional de Niumi
- Parque Nacional de Rio Gâmbia

## Gana

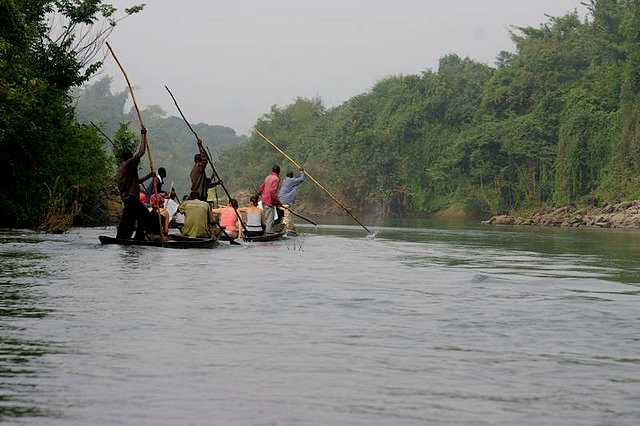
Parque Nacional de Bui

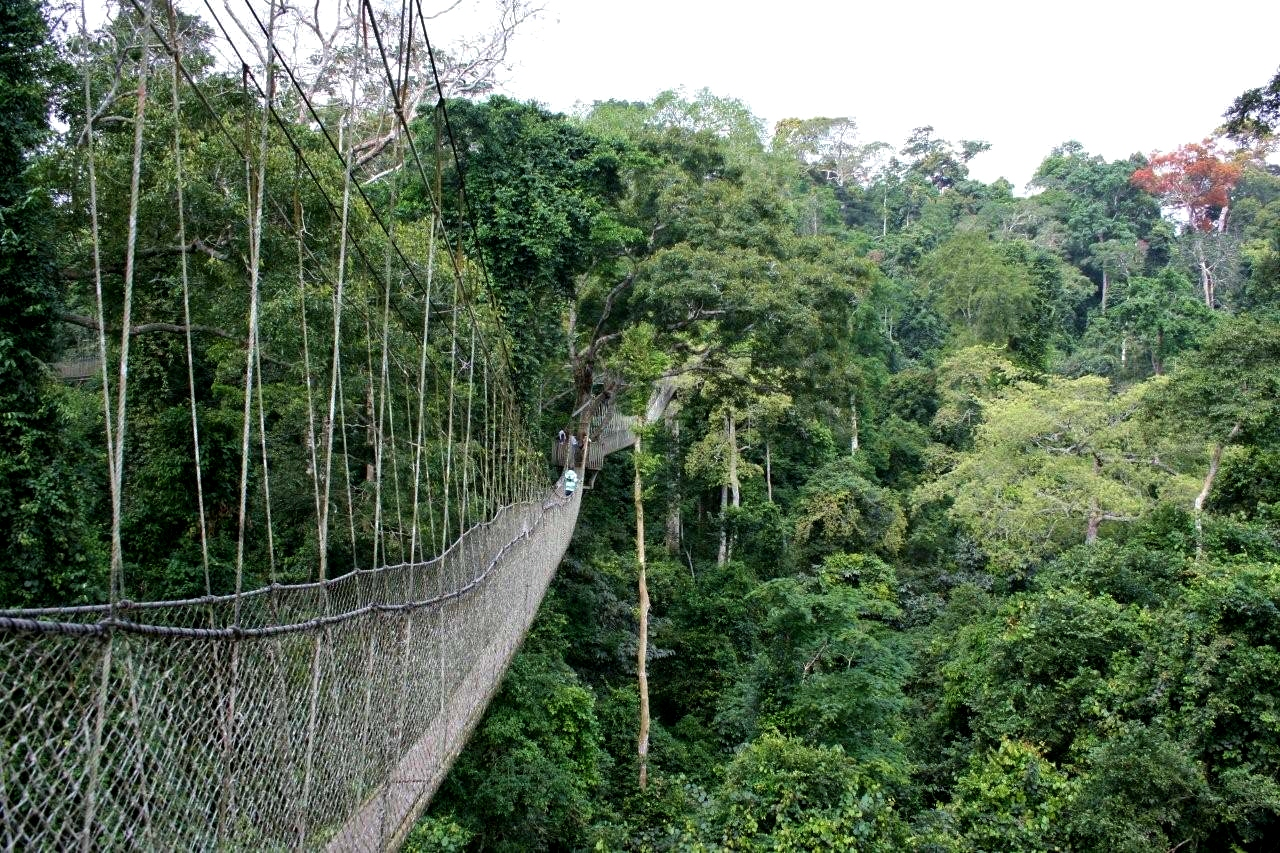
Parque Nacional de Kakum

- Ankasa Game Reserve
- Parque Nacional de Bia
- Boabeng Fiema Monkey Sanctuary
- Parque Nacional de Bui
- Parque Nacional de Digya
- Gbele Game Production Reserve
- Parque Nacional de Kakum
- Kalakpa Game Production Reserve
- Reserva Nacional de Kogyae Strict
- Parque Nacional de Mole
- Parque Nacional de Nini-Suhien

## Guiné
- Parque Nacional de Badiar
- Parque Nacional Haut Niger

## Guiné Bissau
- Parque Nacional do Rio Cacheu
- Parque Nacional de João Vieira
- Parque Nacional das Ilhas Orango

## Quênia
- Parque Nacional de Aberdare
- Parque Nacional de Amboseli
- Parque Nacional de Arabuko Sokoke
- Parque Nacional da Ilha Central
- Parque Nacional de Chyulu Hills
- Parque Nacional de Hell's Gate
- Parque Nacional de Kisite-Mpunguti Marine
- Parque Nacional de Lake Nakuru
- Parque Nacional de Malindi Marine
- Parque Nacional de Malka Mari
- Parque Nacional de Marsabit
- Parque Nacional de Meru
- Parque arinho de Mombasa
- Parque Nacional de Mount Elgon
- Parque Nacional de Mount Kenya
- Parque Nacional de Mount Longonot
- Parque Nacional de Nairobi
- Parque Nacional de Ol Donyo Sabuk
- Parque Nacional de Ruma
- Parque Nacional de Saiwa Swamp
- Parque Nacional de Sibiloi
- Parque Nacional de Tsavo Leste e Parque Nacional de Tsavo Oeste
- Parque Nacional de Watamu Marine

## Lesoto
- Parque Nacional de Sehlabathebe
- Parque Nacional de Ts'ehlanyane

## Libéria
- Parque Nacional de Sapo

## Madagáscar
- Parque Nacional de Amber Mountain
- Parque Nacional de Analamazaotra
- Parque Nacional de Andohahela
- Parque Nacional de Andringitra
- Parque Nacional de Ankarafantsika
- Parque Nacional de Baie de Baly
- Parque Nacional de Bemaraha
- Parque Nacional de Isalo
- Parque Nacional de Kirindy Mitea
- Parque Nacional de Lokobe
- Parque Nacional de Mananara Avaratra
- Parque Nacional de Mantadia
- Parque Nacional de Marojejy
- Parque Nacional de Marolambo
- Parque Nacional de Masoala
- Parque Nacional de Midongy du sud
- Parque Nacional de Mikea
- Parque Nacional de Nosy Hara Marine
- Parque Nacional de Nosy Tanikely Marine
- Nosy Ve - Androka National Park
- Parque Nacional de Namoroka
- Parque Nacional de Ranomafana
- Parque Nacional de Tsimanampetsotse
- Parque Nacional de Sahamalaza
- Parque Nacional de Zahamena
- Parque Nacional de Zombitse-Vohibasia

## Malawi
- Parque Nacional de Kasungu
- Parque Nacional do Lago Malawi
- Parque Nacional de Lengwe
- Parque Nacional de Liwonde
- Parque Nacional de Nyika

## Mali
- Parque Nacional de Bafing
- Parque Nacional de Boucle du Baoulé
- Parque Nacional de Kouroufing
- Parque Nacional de Wongo

## Mauritânia
- Parque Nacional de Banc d'Arguin
- Parque Nacional de Diawling

## Maurícia
- Parque Nacional de Black River Gorges
- Parque Nacional de Bras d'Eau
- Parque Nacional de Islets

## Marrocos
- Parque Nacional de Al Hoceima
- Parque Nacional de Dakhla (proposto)
- Parque Nacional do Golfo de Khnifiss
- Parque Nacional de Haut Atlas Oriental
- Parque Nacional de Ifrane
- Parque Nacional de Iriqui
- Parque Nacional de Khenifra
- Reserva Biológica Merdja Zerga
- Parque Nacional de Souss-Massa
- Parque Nacional de Talassemtane
- Parque Nacional de Tazekka
- Parque Nacional de Toubkal

## Moçambique
- Parque Nacional de Banhine
- Parque Nacional de Bazaruto
- Parque Nacional de Gorongosa
- Parque Nacional de Limpopo (parte do Parque Transfronteiriço do Grande Limpopo)
- Parque Nacional de Magoe
- Parque Nacional de Quirimbas
- Parque Nacional de Zinave

## Namíbia
- Parque Transfronteiriço de Ai-Ais/Richtersveld (ver também Fish River Canyon e Ai-Ais Hot Springs)
- Parque Nacional de Etosha
- Parque Nacional de Mamili
- Parque Nacional de Namib-Naukluft
- Parque Nacional de Skeleton Coast
- Parque Nacional de Waterberg

## Níger
- Parque Nacional W do Níger

## Nigéria
- Parque Nacional de Chad Basin
- Parque Nacional de Cross River (Seções Okavango e Oban)
- Parque Nacional de Gashaka-Gumti
- Parque Nacional de Kainji (Secções de Borgu e Zugurma)
- Parque Nacional de Kamuku
- Parque Nacional de Okomu
- Parque Nacional de Old Oyo
- Parque Nacional de Yankari

## Ruanda
- Parque Nacional Akagera
- Floresta de Gishwati
- Parque Nacional de Nyungwe Forest
- Parque Nacional dos Vulcões

## São Tomé e Príncipe
- Parque Nacional de Obo

## Senegal
- Parque Nacional de Basse Casamance
- Parque Nacional de Isles des Madeleines
- Parque Nacional de Langue de Barbarie
- Djoudj National Bird Sanctuary
- Parque Nacional de Niokolo-Koba
- Parque Nacional de Saloum Delta

## Seychelles
- Parque Nacional de Baie Ternay Marine
- Parque Nacional de Curieuse Marine
- Parque Nacional de Ile Coco Marine
- Parque Nacional de Morne Seychellois
- Parque Nacional de Port Launay Marine
- Parque Nacional de Praslin
- Parque Nacional de Silhouette Marine
- Parque Nacional de Ste. Anne Marine

## Serra Leoa
- Parque Nacional de Gola Rainforest
- Parque Nacional de Kuru Hills (proposto)
- Parque Nacional de Lake Mape/Mabesi (proposto)
- Parque Nacional de Lake Sonfon (proposto)
- Parque Nacional de Loma Mountains (proposto)
- Parque Nacional de Outamba-Kilimi
- Parque Nacional de Western Area (proposto)

## Somália
- Daallo Mountain
- Parque Nacional de Hargeisa
- Hobyo grasslands and shrublands
- Parque Nacional de Jilib
- Parque Nacional de Kismayo
- Parque Nacional de Lag Badana

## Sudão do Sul
- Parque Nacional de Bandingilo
- Parque Nacional de Boma
- Parque Nacional de Nimule
- Parque Nacional de Southern

## Sudão
- Parque Nacional de Dinder
- Parque Nacional de Lantoto
- Parque Nacional de Radom
- Parque Nacional de Suakin Archipelago

## Essuatíni
- Parque Nacional de Hlane Royal

## Tanzânia
- Parque Nacional de Arusha
- Parque Nacional de Gombe Stream
- Parque Nacional de Jozani Chwaka Bay
- Parque Nacional de Katavi
- Parque Nacional de Serengeti Parque Nacional do Kilimanjaro
- Parque Nacional de Kitulo
- Parque Nacional de Lago Manyara
- Mafia Island Marine Park

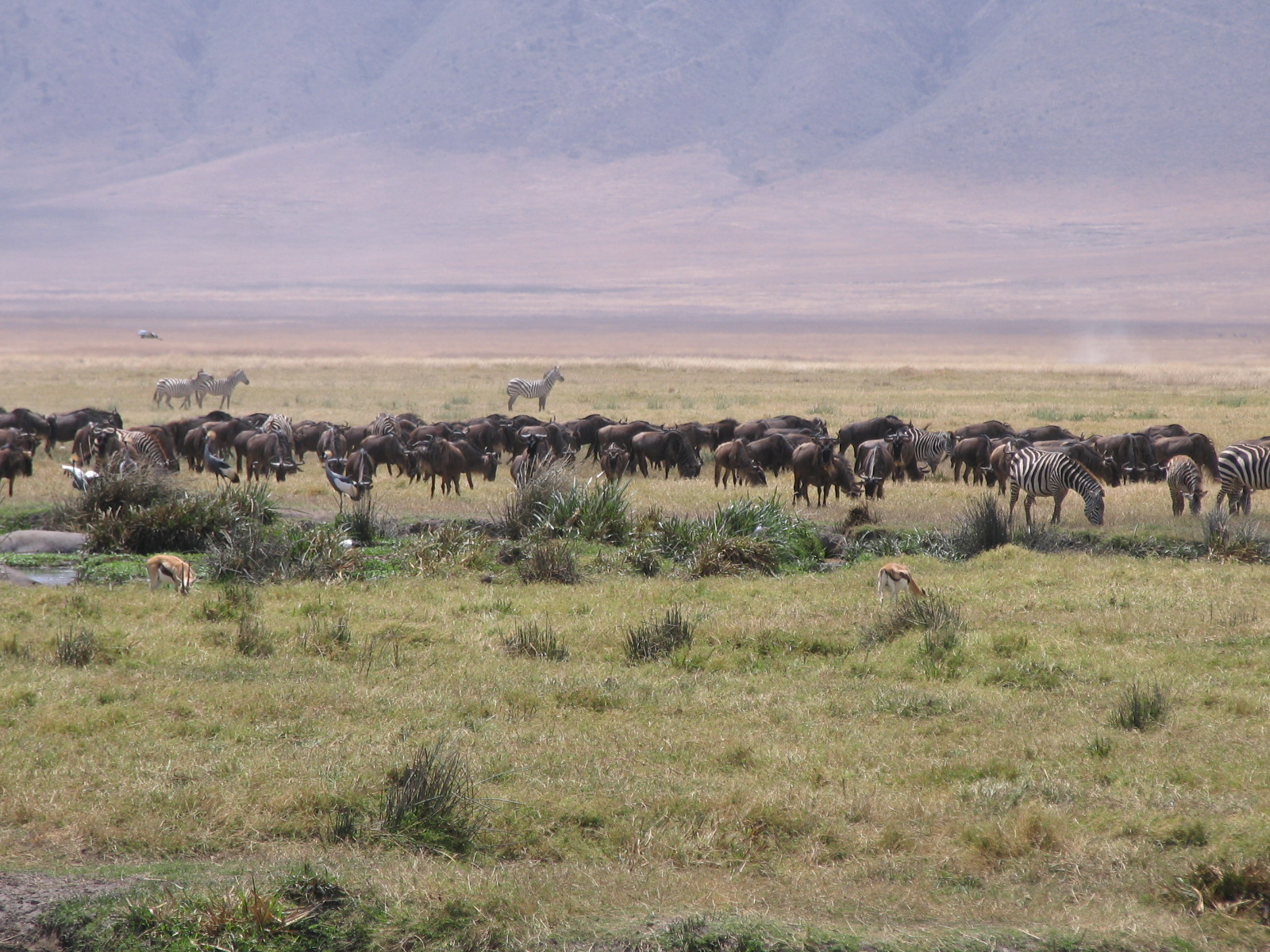
Parque Nacional de Serengeti

- Parque Nacional das Montanhas Mahale
- Reserva Marinha da ilha Maziwi
- Parque Nacional de Mikumi
- Parque marinho do estuário Mnazi Bay-Ruvumba
- Parque Nacional de Ruaha
- Parque Nacional da Ilha Rubondo
- Parque Nacional de Saadani
- Parque Nacional de Serengeti
- Parque Nacional de Tarangire
- Parque Nacional de Udzungwa Mountains

## Togo
- Parque Nacional de Fazao-Malfakassa
- Parque Nacional de Fosse aux Lions
- Parque Nacional de Kéran

## Tunísia
- Parque Nacional de Bou-Hedma
- Parque Nacional de Boukornine
- Parque Nacional de Chaambi
- Parque Nacional de El Feidja
- Parque Nacional de Ichkeul
- Parque Nacional de Jebil
- Parque Nacional de Sidi Toui
- Zembra e Zembretta Parque Nacional de Ilhas

## Uganda
- Parque Nacional do Impenetrável Bwindi
- Parque Nacional de Kibale
- Parque Nacional do Vale de Kidepo
- Parque Nacional do Lago Mburo
- Parque Nacional de Mgahinga
- Parque Nacional de Mount Elgon
- Parque Nacional de Murchison Falls
- Parque Nacional de Queen Elizabeth
- Parque Nacional de Rwenzori
- Parque Nacional de Semuliki

## Zâmbia
- Parque Nacional de Blue Lagoon
- Parque Nacional de Isangano
- Parque Nacional de Kafue
- Parque Nacional de Kasanka
- Parque Nacional de Lavushi Manda
- Parque Nacional de Liuwa Plain
- Parque Nacional de Lochinvar
- Parque Nacional de Lower Zambezi
- Parque Nacional de Luambe
- Parque Nacional de Lukusuzi
- Parque Nacional de Lusenga Plain
- Parque Nacional de Mosi-oa-Tunya
- Parque Nacional de Mweru Wantipa
- Parque Nacional de North Luangwa
- Parque Nacional de Nsumbu
- Parque Nacional de Nyika (Zâmbia)
- Parque Nacional de Sioma Ngwezi
- Parque Nacional de South Luangwa
- Parque Nacional de West Lunga

## Zimbabwe
- Parque Nacional de Chimanimani
- Parque Nacional de Chizarira
- Parque Nacional de Gonarezhou
- Parque Nacional de Hwange
- Parque Nacional de Kazuma Pan
- Parque Nacional de Mana Pools
- Parque Nacional de Matobo
- Parque Nacional de Matusadona
- Parque Nacional de Nyanga
- Parque Nacional de Victoria Falls
- Parque Nacional de Zambezi